# Kościół św. Brygidy w Maribo
Kościół św. Brygidy w Maribo – katolicki kościół stojący przy Maria Gade w Maribo na wyspie Lolland w Danii. Został zbudowany dla Polaków i w przeciągu całej swojej historii był centrum religijnego życia Polonii.

## Geneza
Polacy w drugiej połowie XIX wieku, z przyczyn ekonomicznych, chętnie wyjeżdżali do pracy do Danii. Trudnili się tam pracami sezonowymi, głównie zbiorem buraków cukrowych. Znali najczęściej wyłącznie język polski, w związku z czym potrzebowali organizacji, do której mogliby się zwracać z różnorodnymi problemami. Kościół katolicki nie zawsze był w stanie pełnić taką rolę, gdyż po okresie Reformacji w Danii przetrwały nieliczne grupy katolików, sieć parafii była bardzo słaba, a duszpasterzami byli najczęściej nie zawsze przychylnie usposobieni do Polaków Austriacy, Niemcy, Holendrzy i Belgowie. Znający sytuację katolicki biskup Danii w 1894 roku oddelegował do Maribo księdza Edwarda Ortveda. W 1895 roku powstał pomysł utworzenia stacji misyjnej w miejscowości. Ksiądz Ortved kwestował na budowę na terenach Polski i Rosji. W roku 1897, po zebraniu odpowiedniej liczby funduszy, budowa została zainaugurowana.

## Historia
15 sierpnia 1897 roku świątynia została poświęcona pod dwoma wezwaniami: św. Brygidy i św. Stanisława Biskupa. Projektował ją architekt Glahn z Nykøbing. Forma zewnętrzna odpowiadała wiejskim kościołom duńskim, ale wystrój wnętrza inspirowany był architekturą sakralną z południa Polski (np. strop kasetonowy). Witraże na tylnej ścianie w prezbiterium wyobrażają Chrystusa Dobrego Pasterza, a po jego bokach: św. Brygidę i św. Stanisława Biskupa. W roku 1900 oddano do użytku plebanię zbudowaną za dodatkowo zebrane fundusze.
W 1922 roku proboszczem w Maribo mianowano J. Klessensa, który wraz ze swoimi wikariuszami nauczył się języka polskiego. W 1933 roku zbudował on salę parafialną przy kościele, nazywaną Salą św. Brygidy. Miała ona scenę, kuchnię oraz toaletę. Kościół obsługiwał liczne polskie chrzciny, komunie, bierzmowania i śluby (także mieszane z Duńczykami). W 1936 roku otwarto, w budynku nabytym przez Związek Polaków w Danii przy Museums Gade 28, Dom Polski. Świątynia działała nieprzerwanie w czasie II wojny światowej dając wsparcie lokalnej Polonii, a także będąc ośrodkiem formowania polskiego ruchu oporu. W 1966 roku uroczystym nabożeństwem uczczono 1000-lecie chrześcijaństwa w Polsce. W 1985 roku naprawiono część kościoła z powodu pęknięć (zakrystia oraz łuk pomiędzy nawą i prezbiterium). Później pomalowano wnętrze. 7 maja 1993 roku odbyła się uroczystość setnej rocznicy przyjazdu pierwszych polskich emigrantek do Danii. W sierpniu 1997 roku obchodzono stulecie kościoła.
Obecnie większość parafian to Polacy, ale na nabożeństwa uczęszczają też Duńczycy. W miejscowości, w lokalnym Stiftsmuseum, znajduje się kolekcja przedmiotów związanych z polskim osadnictwem.